# عباس محمدي
عباس محمدي (23 أغسطس 1975 بكرمان في إيران - ) هو لاعب كرة قدم إيراني في مركز حراسة المرمى. شارك مع منتخب إيران لكرة القدم. أما مع النوادي، فقد لعب مع نادي برق شيراز ونادي تراكتور سازي ونادي سباهان أصفهان ونادي صنعت نفط عبادان ونادي مس كرمان.

## وصلات خارجية
- عباس محمدي على موقع الاتحاد الدولي (مؤرشف)  (الإنجليزية)
- عباس محمدي على موقع قاعدة بيانات كرة القدم.إي يو (الإنجليزية)